# 7 Pułk Piechoty Obrony Krajowej
7 Pułk Piechoty Obrony Krajowej Pilzno (LIR Pilsen Nr. 7) – pułk piechoty cesarsko-królewskiej Obrony Krajowej.

## Historia pułku
1 maja 1889 roku w Pilźnie został sformowany Czeski Pułk Piechoty Obrony Krajowej Nr 7 (niem. Böhmisches Landwehr-Infanterie-Regiment Nr. 7). Oddział powstał z połączenia czterech samodzielnych batalionów utworzonych w 1869 roku:
- Batalionu Piechoty Obrony Krajowej Beroun Nr 34 w Beroun (niem. Böhmisches Landwehr-Infanterie-Bataillon Beraun Nr. 34),
- Batalionu Piechoty Obrony Krajowej Pilzno Nr 35 w Pilźnie (niem. Böhmisches Landwehr-Infanterie-Bataillon Pilsen Nr. 35),
- Batalionu Piechoty Obrony Krajowej Klatovy Nr 36 w Pilźnie (niem. Böhmisches Landwehr-Infanterie-Bataillon Klattau Nr. 36),
- Batalionu Piechoty Obrony Krajowej Písek Nr 47 w Písku (niem. Böhmisches Landwehr-Infanterie-Bataillon Pisek Nr. 47).

Bataliony pozostały w swoich garnizonach, zachowały dotychczasową numerację i nazwy wyróżniające oraz autonomię w zakresie administracji i uzupełnień.
W styczniu 1893 roku w skład pułku został włączony Batalion Obrony Krajowej Budziejowice Nr 28 (niem. Landwehr-Bataillon Budweis Nr. 28) w Czeskich Budziejowicach (niem. Budweis), który do tego czasu był podporządkowany komendantowi Czeskiego Pułku Piechoty Obrony Krajowej Nr 8. Równocześnie Batalion Obrony Krajowej Beroun Nr 34 został wyłączony ze składu pułku, przeniesiony do Pragi i przekazany w podporządkowanie komendanta Czeskiego Pułku Piechoty Obrony Krajowej Nr 8.
W 1894 roku bataliony utraciły samodzielność pod względem administracji i uzupełnień na rzecz pułku, w skład którego wchodziły. Otrzymały również nowe numery: 1. batalion (eks-35), 2. batalion (eks-36), 3. batalion (eks-47) i 4. batalion (eks-28). Pułk zmienił nazwę wyróżniającą z „Czeski” na „Pilzno” (niem. Landwehr-Infanterie-Regiment Pilsen Nr. 7) i został podporządkowany komendantowi Brygady Piechoty Obrony Krajowej w Pradze, którym został generał major Theodor Haas von Kattenburg, dotychczasowy komendant Galicyjskiego Pułku Piechoty Nr 89 w Jarosławiu.
1 października 1899 roku 3. batalion w Písku został włączony w skład nowo powstałego Pułku Piechoty Obrony Krajowej Pisek Nr 28, a 4. batalion w Budziejowicach w skład nowo powstałego Pułku Piechoty Obrony Krajowej Budziejowice Nr 29. W skład pułku wchodziły od tego czasu trzy bataliony. Trzeci batalion pułku był pododdziałem nowo utworzonym z miejscem postoju w Rokycanach (niem. Rokytzan). Pułk został podporządkowany komendantowi nowo powstałej Brygady Piechoty Obrony Krajowej w Pilźnie.
W następnym roku Brygada Piechoty Obrony Krajowej w Pilźnie została włączona w skład Dywizji Obrony Krajowej w Pradze.
W 1901 roku brygada została przemianowana na 41 Brygadę Piechoty Obrony Krajowej Pilzno, a dywizja na 21 Dywizję Obrony Krajowej (od 1905 roku – 21 Dywizja Piechoty Obrony Krajowej).
Podporządkowanie pułku i jego dyslokacja nie ulgła zmianie do 1914 roku.
Okręg uzupełnień Obrony Krajowej Pilzno (niem. Pilsen), Písek (niem. Pisek) i Beroun (niem. Beraun) na terytorium 8 Korpusu.
Kolory pułkowe: trawiasty (grasgrün), guziki srebrne z numerem „7”. 
W lipcu 1914 roku skład narodowościowy pułku: 60% - Czesi, 39% - Austriacy.
W czasie I wojny światowej pułk walczył z Rosjanami w kwietniu i maju 1915 roku w Galicji. Pułk brał udział w bitwie pod Gorlicami. Żołnierze pułku są pochowani m.in. na cmentarzach wojennych w Ropicy Ruskiej nr: 77 i 78.
W 1917 roku oddział został przemianowany na Pułk Strzelców Nr 7 (niem. Schützenregiment Nr. 7).

## Komendanci pułku
- ppłk Franz Fleischer (1889[12]–1890 → komendant 22 Bukowińskiego Pułku Piechoty Obrony Krajowej)
- ppłk Alois von Tschusi zu Schmidhoffen (1890–1892 → stan spoczynku)
- płk Eduard von Trinks (1892–1893)
- płk Anton Menschik (1893–1896)
- płk Wilhelm Schleif (1896–1898 → komendant Pułku Piechoty Obrony Krajowej Praga Nr 8)
- płk Wenzel Herczik (1898–1901 → stan spoczynku)
- płk Johann Friedel (1901–1906)
- płk Wilhelm Spitzberg (1907–1908)
- płk Rudolf Bürkl (1909–1912)
- płk Franz Sappe (1912–1914[3])